# Conostylis petrophiloides
Conostylis petrophiloides là một loài thực vật có hoa trong họ Huyết bì thảo. Loài này được F.Muell. ex Benth. mô tả khoa học đầu tiên năm 1873.